# اچ‌ام‌اس اوبرون (اس۰۹)
اچ‌ام‌اس اوبرون (اس۰۹) (به انگلیسی: HMS Oberon (S09)) یک زیردریایی است. این زیردریایی در سال ۱۹۵۹ ساخته شد.